# Telha
Telha este un oraș în Sergipe (SE), Brazilia.